# Литвин Фелія Василівна
Франсуаза-Жанна Шютц, у шлюбі Фелія Василівна Литвин, сценічне ім'я Фелія (Фелі, рос. Фекла, Фанні) Литвин (фр. Félia Litvinne, 31 серпня (12 вересня) 1860[уточнити], Санкт-Петербург — 12 жовтня 1936, Париж) — французька співачка та викладачка.
Її предками були зрусифіковані німці і канадські французи. Музики і співу навчалася у кращих педагогів Італії.
З 15 років жила в Парижі, де протягом 3 років брала уроки співу у Барт-Бандералі, потім у Поліни Віардо (поч. 1880-х). У 16 років вперше виступила в паризькому залі «Плейель», де виконала арію Леонори («Трубадур»). Пізніше співала в Бордо, Женеві, Нью-Йорку (театр «Метрополітен-опера»). У сезоні 1886—1887 рр. виступала в Брюссельському театрі «Ла Монне».
У 1888 р співала в Римі і Венеції, виступала на сцені паризького театру «Гран-Опера». Потім була запрошена в Неаполь (театр «Сан-Карло») і Мілан (1890, театр «Ла Скала»). У жовтні того ж року дебютувала в московському Великому театрі, потім співала в петербурзькому Маріїнському театрі, отримала запрошення в одеську Італійську оперу.
У 1915 р відбувся останній виступ співачки на оперній сцені (Монте-Карло, «Аїда», разом з Енріко Карузо).
У 1917 р вийшла на сцену паризького театру «Гранд-Опера» в поставленій нею опері «Юдита» А. де Паліньяк.
Викладала в консерваторії у Фонтенбло (професор). Нагороджена французьким орденом Почесного легіону (1927). Записала на грамплатівки 39 творів в Парижі і Петербурзі.